# Mettwurst

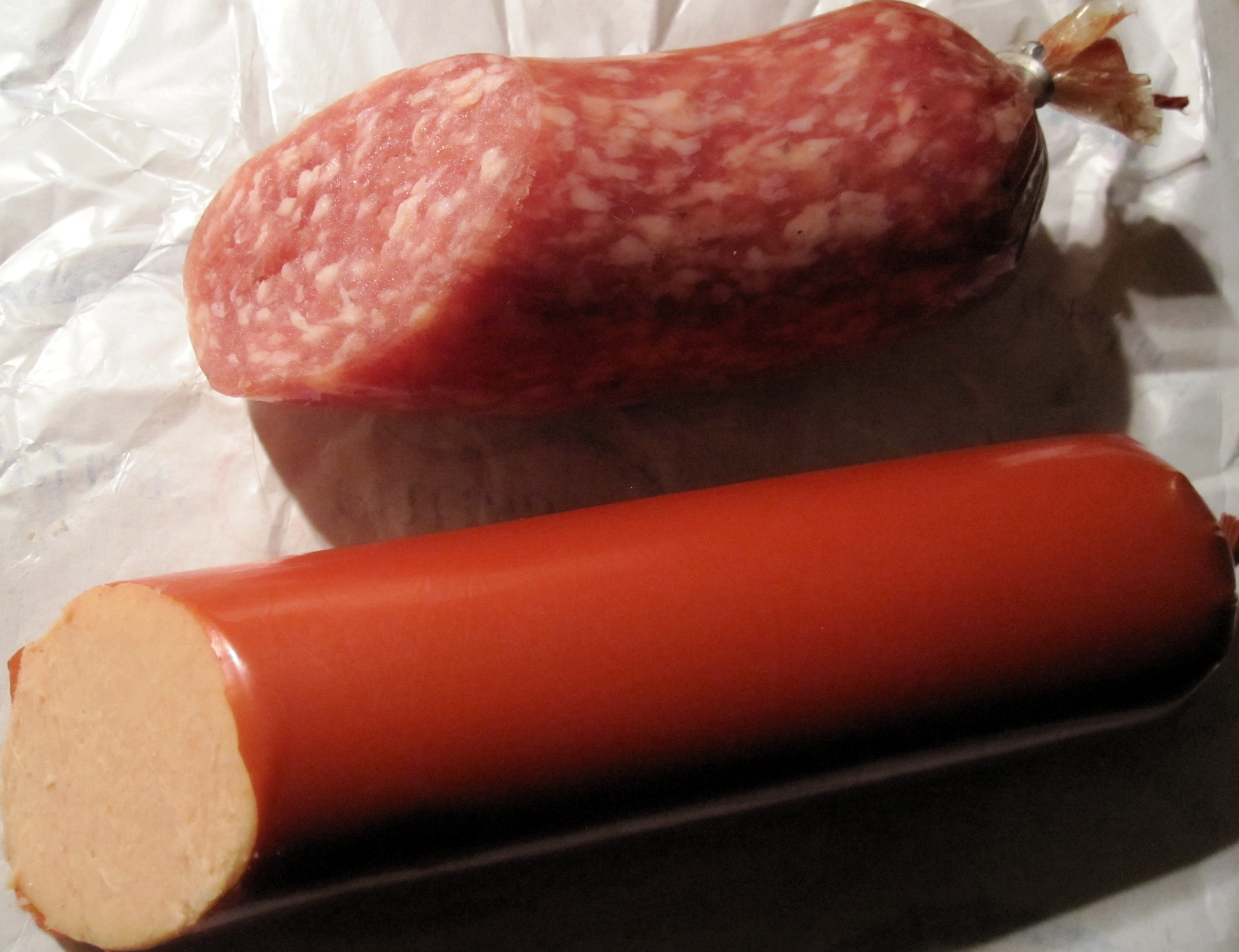
Grobe und feine Mettwurst

Mettwurst ist eine Rohwurstsorte aus Schweinefleisch und Rindfleisch.

## Begriff
Der Name stammt aus dem Niederdeutschen, wo er im Mittelniederdeutschen und Mittelniederländischen als Metworst verbreitet ist. Der Begriff Mett bezieht sich dabei einerseits auf die Einschränkung des niederdeutschen Begriffs für Fleisch bzw. gehacktes Schweinefleisch ohne Speck, anderseits wird die Nähe zum lateinischen mattea für „leckeres Gericht aus gehacktem Fleisch, Kräutern usw.“ angegeben. Vermutlich haben sich die beiden Wörter bzw. deren Verwendungen angezogen.
Regional werden aus Schweinefleisch hergestellte, geräucherte Mettwürste auch als Mettenden (Pl.) bezeichnet (abgeleitet von „Mettwurst in Enden“). Im Gebiet des Harzes, Thüringen und Sachsen werden Mettwürste auch als Knackwürste bezeichnet (geräuchert und ungeräuchert). Im Gebiet Anhalt, Mansfeld und in der Region nördlich des Harzes wird die Mettwurst Bratwurst genannt.

## Herstellung
Je nach Rezept, Region und Epoche variieren die Angaben zu den Eigenschaften der Wurst deutlich. In Deutschland werden bei der Herstellung von Wurstsorten meist Standardrezepte verwendet; Beispiel dafür ist das Buch Die Fabrikation feiner Fleisch- und Wurstwaren.
Allgemein wird Mettwurst aus Rindfleisch und Schweinefleisch bzw. Speck hergestellt. Die Herstellung ähnelt der von Salami, einer italienischen Rohwurstsorte. Zur Vorbereitung kühlt man das Fleisch bis zum Gefrierpunkt, dann zerkleinert man es in einem Kutter, bis es fein gekörnt ist. Abschließend würzt man die Masse mit Nitritpökelsalz (für die gewünschte Rotfärbung) und Pfeffer. Anschließend füllt man sie in grobe Därme von 50 bis 75 mm Durchmesser. Die Wurst wird danach kalt geräuchert und reift ungefähr eine Woche, bis sie verzehrfertig ist. Als Wursthüllen werden sowohl Naturdärme von Schwein und Rind, als auch Kunstdärme verwendet. Einige Sorten werden nicht geräuchert, sondern an der Luft getrocknet, bei diesen wird das Fleisch besonders fein zerkleinert.
Bekannte schnittfeste Varianten sind:
- Aalrauchmettwurst, bei der vorgeräucherter Speck verwendet wird. Bei der Hamburger groben Mettwurst wird das Fleisch so fein zerkleinert, dass nur der Speck in der Wurst sichtbar ist. Die Masse füllt man typischerweise in Hammelbutten (Darmteil vom Schaf). Für die Niederelbische Ringmettwurst wird die Masse in Schweinedärme gefüllt.
- Französische Mettwurst besteht nur aus Schweinefleisch. Es wird als Spezialität nur in Streifen geschnitten, nicht gewolft oder gekuttert, diese werden in dünnere Schweinedärme gefüllt.
- Harte Mettwurst und Räucherenden, bei denen kleinere Därme verwendet werden.
- Hausmacher Mettwurst besteht nur aus magerem Schweinefleisch, das bis zur feinsten Körnung gewolft wird. Eine andere Bezeichnung dafür ist Trockene Wurst. Eine Abwandlung ist unter anderem: Schweinewurst, die nicht geräuchert, sondern luftgetrocknet wird.
- Holsteiner Mettwurst reift nur 3–4 Tage und ist deshalb weicher in der Struktur als andere Sorten.
- Knoblauchwurst, die deutlich mit Knoblauch gewürzt wird.
- Landmettwurst besteht nur aus Schweinefleisch und Speck und reift nur 3–4 Tage. Westfälische Mettwurst besteht je zur Hälfte aus Fleisch und Speck, der zum Teil nur grob zerkleinert wird. Polnische Mettwurst wird zusätzlich mit Kümmel, Majoran und Knoblauch gewürzt.
- Lothringer Mettwurst besteht nur aus grob gewolftem Schweinefleisch und wird 10–12 Tage luftgetrocknet.
- Pommersche Mettwurst besteht aus Rindfleisch, Schweinefleisch und Speck. Während das Fleisch fein gewolft wird, hat der Speck eine sichtbare grobe Körnung. Es werden Därme mit einem Durchmesser von mehr als 45 mm verwendet. Andere Bezeichnungen sind Ostpreußische grobe Mettwurst und Westfälische Hausmacher Mettwurst.
- Rheinische Mettwurst besteht aus Schweinefleisch und Schweinebauch. Es wird zusätzlich mit Mazis, Ingwer und Kardamom gewürzt, in dünnere Schweinedärme gefüllt und jeweils einen halben Tag kalt geräuchert und gereift. Anschließend ist sie verzehrfertig. Der Begriff wird auch für Würste nach dem Rezept für Pommersche Mettwurst verwendet.
- Schinkenmettwurst, bei der statt Rindfleisch nur Speck und mageres Schweinefleisch verwendet wird. Für Holsteiner Schinkenmettwurst wird davon mehr, bis zu 70 % verwendet.

Bekannte streichfähige Varianten sind:
- Streichfähige Mettwurst wird aus Schweinefleisch und Speck hergestellt. Man würzt sie typischerweise mit Salz, Pfeffer, Paprika und Weingeist. Die Würste werden meist für 12 Stunden kalt geräuchert und reifen danach bis zu zwei Tage. Typische Füllgröße sind Därme zwischen 40 und 45 mm. Alternative Bezeichnungen sind Streichmettwurst, Streichfähige Mettwürstchen und Streichmettwürstchen.
- Berliner Mettwurst besteht im Gegensatz zu anderen Sorten überwiegend aus Rindfleisch und bis zu einem Drittel Schweinefleisch.
- Braunschweiger Mettwurst Ia wird nur aus Schweinefleisch hergestellt. Alternative Bezeichnungen tragen ebenfalls das Merkmal Ia für hohe Qualität im Namen.
- Braunschweiger Mettwurst besteht aus Schweinefleisch und Rindfleisch.
- Einfache Mettwurst besteht aus diversen Fleischarten, wie sie früher bei der Hausschlachtung anfielen. Neben Rind- und Schweinefleisch werden Speck, Flomen, Schwarten und Bindegewebe vom Rind verwendet. Die Reifezeit beträgt lediglich 18–24 Stunden.
- Grobe Mettwurst wird nur gewolft, nicht gekuttert. Sie besteht nur aus Schweinefleisch und wird typischerweise zusätzlich mit Kümmel gewürzt. Rheinische grobe Mettwurst wird zusätzlich mit Mazis, Ingwer und Nelken gewürzt. Teilweise fügt man dabei auch Rindfleisch hinzu. Grobe Braunschweiger Mettwurst wird mit Rum aromatisiert. Sächsische grobe Mettwurst dagegen wird mit Cognac aromatisiert und mit Kümmel gewürzt. Westfälische grobe Mettwurst besteht aus Schweinefleisch und Speck (gem. LMB auch mit Rindfleisch). Sie hat ebenfalls eine kurze Reifezeit von 18 bis 24 Stunden.
- Mettwurst „Göttinger Art“ besteht aus Schweinefleisch, Rindfleisch, Speck und Flomen.

## Verwendung
Mettwurst verwendet man typischerweise als Aufschnitt oder Brotbelag. Wie andere Rohwürste auch werden sie ebenso als Imbiss oder Beilage für Gerichte oder Einlage für Suppen und Eintöpfe verwendet. Wegen der Vielfalt der Sorten, Varianten und Rezepte kommt es auch zur Verwendung des Namens als Synonym für Rohwurst allgemein oder ähnliche Sorten wie Knackwurst und Pinkel.

## Sonstiges
- Für die Verwendung als Einlage in Rinderrouladen wird grobe Mettwurstmasse in dünne Saitlinge gefüllt, bevor sie wie üblich geräuchert und gereift wird.
- Zwiebelmettwurst ist eine Wurstspezialität, für die rohes Schweinefleisch und Zwiebeln fein zerkleinert werden, mit Nitritpökelsalz und Pfeffer gewürzt und in Kunstdärme abgefüllt werden. Eine weitere Bearbeitung erfolgt nicht, was zur eingeschränkten Haltbarkeit führt. Man verwendet es genau wie Mett als Brotbelag oder als Zutat für andere Gerichte.